# Brăduleț, Argeș
Brăduleț (în trecut, Brătieni) este satul de reședință al comunei cu același nume din județul Argeș, Muntenia, România. România.